# 宮内順子
宮内 順子（みやうち じゅんこ〔本名：奥野 順子〕、1927年1月7日 - ）は、東京都出身の日本の女優。身長142 cm。体重40 kg。血液型はO型。

## 略歴
潤徳女子高等学校卒業。かつては文学座に所属していたが、1963年12月、三島由紀夫、矢代静一、松浦竹夫、青野平義、奥野匡、荻昱子、賀原夏子、北見治一、丹阿弥谷津子、寺崎嘉浩、中村伸郎、仁木佑子、真咲美岐、南美江、水田晴康、村松英子らと共に脱退（詳細は喜びの琴事件を参照）。2010年代までは希楽星に所属していた。
1951年、文学座公演『崑崙山の人々』にて第6回芸術祭賞奨励賞受賞。

## 人物
特技は日本舞踊、三味線。

## 出演

### 映画
- 「心に花の咲く日まで」（1955年4月14日） - 看護婦 役
- 「愛情の決算」（1956年3月28日） - 武内マツ 役
- 「みだれ髪」（1961年3月8日） - おきん 役
- 「明日ある限り」（1962年2月10日） - 近所の細君 役
- 「なかよし合奏団」（1966年7月21日）
- 「激流」（1967年8月19日） - 郡司せつ 役
- 「火宅の人」（1986年4月12日） - 葉子の養母 役
- 「人間の砂漠」（1990年4月28日） - 片山芳江 役
- 「デンデラ」（2011年6月25日） - 真壁イヌイ 役
- 「青天の霹靂」（2014年5月24日）

### テレビドラマ

#### NHK
- 「コント二題」（1953年2月23日）
- 素人ラジオ探偵局「三人寄れば」（1955年12月20日） - 松子 役
- 「ここに人あり」
  - 第58話「山脈」（1958年8月25日）
  - 第63話「若い芽」（1958年9月29日）
  - 第108話「愛の定期便」（1959年9月23日）
  - 第112話「おばちゃん」（1959年10月21日） - 吉田 役
  - 第158話「港の子等とともに」（1960年10月6日）
  - 第161話「旅あきんど」（1960年11月24日） - 利子 役
- 「事件記者」
  - 第33話「仮面 後編」（1958年11月19日） - お常 役
  - 第397話「名刺」（1966年3月22日） - 小杉糸子 役
- 「永い黒い雨」（1959年11月6日）
- 「氷雨」（1959年11月27日）
- テレビ劇場
  - 「長崎の風」（1960年4月29日）
  - 「文鳥」（1961年3月10日）
  - 「花のない庭」（1964年4月5日）
- テレビ指定席「秘めた相似」（1961年10月7日）
- 文芸劇場「少年期」（1962年5月4日）
- 創作劇場「みちしるべ…」（1963年3月9日）
- 「青春放課後」（1963年3月21日） - 宿の女中 役
- 大河ドラマ
  - 「赤穂浪士」第10話 - 第12話（1964年3月8日 - 3月22日） - さと 役
  - 「独眼竜政宗」第18話（1987年5月3日） - 老婆 役
- 「波の塔」（1973年4月2日 - 5月11日）
- 「ムツゴロウの結婚記」（1973年5月12日）
- 「つぶやき岩の秘密」（1973年7月9日 - 7月19日） - 母屋のおばさん 役
- 「松本清張シリーズ たずね人」（1977年11月5日） - 斉藤松代 役
- 連続テレビ小説
  - 「おていちゃん」第1話（1978年4月3日） - ぎん 役
  - 「おしん」第163話（1983年10月17日） - 菊 役
  - 「チョッちゃん」（1987年） - 女教師 役
  - 「君の名は」第79話・第84話・第89話・第95話 - 第97話（1991年7月1日・7月6日・7月12日・7月19日 - 7月22日） - 下宿の内儀 役
  - 「私の青空2002」第5話（2002年5月6日）
- 「松本清張シリーズ・波の塔」（1983年10月15日 - 10月29日）
- 「日本の面影」第2話（1984年3月10日）
- 「中学生日記」第835話（1994年9月11日） - 一哉の祖母 役
- 「僕んちのロングバケーション」第2話（2000年1月15日）
- 「時々迷々」第47話（2011年7月8日）
- 「塚原卜伝」第1話 - 最終話（2011年10月2日 - 11月13日）
- 「菜の花ラインに乗りかえて」（2013年10月9日）

#### 日本テレビ
- 久保田万太郎アワー
  - 「わかれ道」（1957年10月29日）
  - 「かどで」（1957年12月3日）
  - 「おはん」（1958年1月7日）
- 「黒帯先生青春記」（1958年9月22日 - 1959年9月28日）
- 「夫婦百景」
  - 第35話「赤ん坊夫婦」（1959年1月5日）
  - 第55話「正反対の夫婦」（1959年5月25日）
  - 第112話「内職女房とその亭主」（1960年6月27日）
  - 第161話「クーデター亭主」（1961年6月5日）
  - 第169話「ところてん夫婦」（1961年7月31日）
  - 第210話「天然夫婦」（1962年5月14日）
  - 第251話「リバイバル夫婦」（1963年2月25日）
- 雑草の歌
  - 「音のない世界で」（1959年4月3日）
  - 「捨子物語」（1959年5月29日）
  - 「たんぽぽの花咲くまで」（1960年8月17日）
- スリラー劇場「尊像紛失事件」（1959年8月26日）
- カラー劇場「若い波」（1960年8月19日）
- ヤシカゴールデン劇場「一族再会」（1960年10月26日）
- 日立劇場「陽はまたのぼる」（1960年11月9日）
- 大協テレビ劇場「嘘」（1961年1月27日）
- 「決定的瞬間」第20話（1961年5月18日）
- 愛の劇場
  - 「屋根の下」（1962年3月12日） - 山田房江 役
  - 「その夜」（1962年11月19日）
- 「ダイヤル110番」
  - 第310話「自殺要員」（1963年8月25日）
  - 第327話「逢いびき」（1963年12月22日） - 主婦 役
- 日産スター劇場「夜の金魚」（1964年6月13日）
- 「再会」第3話（1964年10月22日）
- 「たこたこあがれ」第2話（1969年1月11日） - 旅館の女中 役
- 「怪奇十三夜」第9話（1971年8月29日）
- 「加那子という女」第11話（1973年6月12日） - 旅館の女将 役
- 「私はタフな女」第16話（1981年8月7日）
- 西武スペシャル「季節が変わる日」（1982年11月4日）
- 木曜ゴールデンドラマ
  - 「あふれる愛に」（1983年3月10日）
  - 「ふたりはひとり」（1986年9月18日）
- 「太陽にほえろ!」第619話（1984年10月12日）
- 「火の用心」（1990年7月7日 - 9月29日）
- 火曜サスペンス劇場
  - 「大地の産声が聞こえる-15才 いちご薄書-」（2000年2月8日）
  - 「軽井沢ミステリー」第2作（2002年8月13日）
  - 「四国八十八か所逃亡巡礼」（2004年8月17日） - よろずや 役
- 「幸福の王子」第6話（2003年8月6日）
- 「斉藤さん 第1期」第7話（2008年2月20日） - 宇田川桂子 役
- 「ゴーストママ捜査線 〜僕とママの不思議な100日〜」最終話（2012年9月15日）
- 「でたらめヒーロー」第9話（2013年5月30日）

#### TBS
- 「おかあさん2」
  - 第74話「壁と爪」（1961年3月16日）
  - 第85話「どぶ」（1961年6月1日）
  - 第119話「青い家」（1962年1月25日）
  - 第178話「藪山茶」（1963年3月21日）
  - 第274話「切れた糸」（1965年2月11日）
  - 第294話「母島」（1965年7月1日）
- 東芝日曜劇場
  - 「慕情」（1962年10月21日）
  - 「冬の女」（1963年1月27日）
  - 「霙」（1963年3月31日）
  - 「美しい橋」（1977年10月2日）
  - 「息子のご帰還2」（1991年10月20日）
- 「純愛シリーズ」第111話（1963年8月14日）
- 近鉄金曜劇場「ひとびとの葬送」（1964年11月13日）
- 「妻にこの日を」（1967年10月2日 - 1968年2月2日）
- テレビ文学館「ぢいさんばあさん」（1968年5月7日）
- 「安ベエの海」（1969年9月29日 - 1970年3月28日）
- 「刑事くん 第2部」第18話（1973年8月13日）
- 「それぞれの秋」第2話・第5話・第6話（1973年9月13日・10月4日・10月11日） - スナックのおばさん 役
- 花王 愛の劇場
  - 「名もなく貧しく美しく」（1976年3月8日 - 5月7日）
  - 「誰か故郷を想わざる」（1977年9月5日 - 11月4日）
  - 「岸壁の母」（1977年11月7日 - 12月30日） - 里子 役
  - 「女の一生」第3話（1979年1月10日）
  - 「下町の空」（1981年3月2日 - 5月1日）
  - 「わが子よII」（1982年7月5日 - 8月27日）
  - 「花さくらんぼ」（1984年2月27日 - 4月20日） - 初江 役
  - 「再婚トランプ」第12話 - 第14話・第17話（1998年11月10日 - 11月12日・11月17日） - 梅 役
  - 「新・天までとどけ」第1話（1999年12月13日）
  - 「永遠の1/2」第54話・第55話（2000年11月16日・11月17日）
- 「七人の刑事 第3シーズン」
  - 第25話「三人家族 前篇」（1978年11月3日）
  - 第36話「市民の海」（1979年1月19日）
  - 第57話「幸せの小さな旅」（1979年7月6日）
- 「秘密のデカちゃん」第4話（1981年5月6日）
- 「噂の刑事トミーとマツ 第2シリーズ」第19話（1982年5月19日） - 工藤の伯母 役
- ザ・サスペンス
  - 「惨事・バスガイドの殺意」（1982年9月11日）[5]
  - 「妻は告白する」（1983年4月23日） - 宮内恵子 役
  - 「復讐するは我にあり」（1984年4月7日）
- 「乳姉妹」第8話（1985年6月4日）
- 「週末にラブソング」（1988年5月15日）
- 「 代議士の妻たちII」第1話 - 第7話（1989年1月9日 - 2月18日）
- 月曜ドラマスペシャル → 月曜ミステリー劇場
  - 「松本清張作家活動40年記念 迷走地図」（1992年3月30日）
  - 「君は今どこに」（1994年9月5日）
  - 「東京に殺された女」（1996年10月7日）
  - 「戦友」（1997年11月24日）
  - 「女子刑務所東三号棟」第1作（1998年6月29日）
  - 「西伊豆人情ツアー 御手洗華子の事件日誌」（1999年1月18日） - 近所 役
  - 「陰の季節」第2作（2001年1月29日） - トシ江 役
  - 「名探偵・金田一耕助シリーズ」第29作（2002年4月29日） - 本位田槙子 役
  - 「おばさん会長・紫の犯罪清掃日記!ゴミは殺しを知っている」第6作（2004年12月13日） - 平史子 役
  - 「ネタ元」（2005年9月5日） - 農婦 役
- 「ホームワーク」
  - 「ホームワーク」第1話（1992年10月16日）
  - 「ホームワークスペシャル」（1993年10月1日）
- 「僕が彼女に、借金をした理由。」第2話（1994年10月21日）
- 「輝け隣太郎」（1995年10月8日 - 12月24日）
- 「冠婚葬祭部長」第2話（1996年1月14日）
- 「3年B組金八先生」シリーズ
  - 「3年B組金八先生 第5シリーズ」第2話・第5話 - 第9話・第11話・第13話・第15話・第19話・第22話・最終話・スペシャル（1999年10月21日・11月11日 - 12月9日・2000年1月6日・1月20日・2月3日・3月2日・3月23日・3月30日・2001年4月5日） - 小野寺エイ 役
  - 「3年B組金八先生 第6シリーズ」第1話・第5話・第11話・第14話・最終話（2001年10月11日・11月8日・12月20日・2002年1月24日・3月28日）
- 「天国に一番近い男 教師編」第6話（2001年5月18日）
- 「ぼくが地球を救う」第2話（2002年7月11日）
- 「マイリトルシェフ」第7話（2002年8月21日）
- 「悲しみを勇気にかえて」（2005年1月14日）
- 「渡る世間は鬼ばかり」シリーズ
  - 「渡る世間は鬼ばかり 第7シリーズ」第46話（2005年2月24日） - 初子 役
  - 「渡る世間は鬼ばかり 第9シリーズ」第22話（2008年9月4日）
- 「あり得ない!」第9話（2010年3月10日） - おばさん 役
- 「走馬灯株式会社」第3話（2012年7月30日）
- 「強行帰国〜忘れ去られた花嫁たち〜」（2012年10月1日）
- 「レジデント〜5人の研修医」第3話（2012年11月1日） - 川上フミ 役

#### フジテレビ
- 「通夜の客」（1960年11月1日 - 12月27日）
- シャープ火曜劇場
  - 「伊津子とその母」（1961年12月12日） - 佐々木千枝 役
  - 「愛情」（1962年6月26日）
- 「結婚」第9話（1962年7月18日）
- 「若者たち」第30話（1966年9月2日）
- 「フジ三太郎」第1話（1968年10月6日）
- 「薪能」第1話 - 最終話（1970年6月19日 - 7月10日） - 源子堂内儀 役
- 「徳川おんな絵巻」第48話（1971年8月28日） - 歌野 役
- 「男の償い」（1972年6月19日 - 8月4日） - 伊狩粂子 役
- 西武スペシャル「女が職場を去る日」（1979年11月10日）
- 「同心暁蘭之介」第20話（1982年2月25日）
- 「親戚たち」第5話（1985年8月1日）
- 「女たちの場所」（1986年1月3日）
- 「ライスカレー」第9話（1986年5月29日）
- 「愛の嵐」（1986年6月30日 - 10月3日） - 吾一の母 役
- 「あによめ」（1986年10月6日 - 12月30日）
- 「華の嵐」（1988年1月4日 - 4月8日）
- 男と女のミステリー → 金曜ドラマシアター → 金曜エンタテイメント
  - 「女が家を買うとき」（1988年6月10日）
  - 「パ★テ★オ」第2作（1992年10月23日）
  - 「腕まくり看護婦物語」第5作（1996年4月19日） - 渚の祖母 役
  - 「お気らく主婦の大冒険」 - 中小路 役
    - 第1作「豪華エステリゾート殺人事件」（1998年1月16日）
    - 第2作「豪華クリスマスリゾート殺人事件」（1998年12月18日）

  - 「浅見光彦シリーズ」第6作（1998年7月17日） - 漆原睦子 役
  - 「 内田康夫ミステリー 信濃のコロンボ」第2作（1999年3月19日） - 静 役
  - 「おだまりコンビシリーズ」第3作（2000年10月6日） - 綾の祖母 役
  - 「津軽海峡ミステリー航路」第1作（2002年2月22日） - 高橋ヨリ 役
  - 「白線流し ～夢見る頃を過ぎても」（2005年10月7日） - 依頼人 役
- 「過ぎし日のセレナーデ」（1989年10月19日 - 1990年3月22日）
- 世にも奇妙な物語
  - 「なんなのォ!?」（1992年8月6日）
  - 「スローモーション」（1992年9月17日）
- 「じゃじゃ馬ならし」第1話・第3話・第6話・第7話・第9話（1993年7月5日・7月19日・8月9日・8月16日・8月30日） - 片寄院長 役
- 「白鳥麗子でございます! 第2シリーズ」第1話（1993年10月16日） - おばさん 役
- 「この世の果て」第7話（1994年2月21日）
- 「正義は勝つ」第2話（1995年10月25日） - サカエムラ 役
- 「ギフト」第9話（1997年） - 栗原順一の母 役
- 「シングルス」第5話（1997年11月11日）
- 「空から降る一億の星」第1話・第4話・第6話（2002年4月15日・5月6日・5月20日） - カヨ 役
- 「ホーム&アウェイ」第4話（2002年10月28日）
- ほんとにあった怖い話「防空壕のお姉さん」（2005年2月7日） - 槌田清子 役[6]
- 「CAとお呼びっ!」第8話（2006年8月23日）
- 「僕の歩く道」第4話（2006年10月31日）
- 「アテンションプリーズ オーストラリア・シドニー編」（2008年4月3日） - 老婦人の乗客 役
- 「任侠ヘルパー」第4話（2009年7月30日） - 矢島タキ 役
- 「さよならロビンソンクルーソー」（2010年12月29日）
- 「予告編ビヨンド」（2013年2月13日）
- 「ガリレオ 第2シーズン」第9話（2013年6月10日） - カルチャースクールの女性 役
- 「白衣のなみだ」第58話（2013年6月19日）
- 「HERO 第2期」第1話（2014年7月14日）

#### テレビ朝日
- クラボウ・ミステリー 影「死因」（1959年12月11日）
- 文芸劇場「砂の上」（1959年12月17日）
- 「鉄道公安36号」
  - 第68話「勇気ある出発」（1964年9月16日）
  - 第88話「置引き」（1965年2月17日）
- 「判決」第116話（1964年12月30日）
- 「特別機動捜査隊」
  - 第242話「化石のような女」（1966年6月15日）
  - 第294話「失われた道」（1967年6月14日）
  - 第508話「狂った夏」（1971年7月28日） - 民子 役
  - 第652話「壁の中に消えた女」（1974年5月1日） - 茂子 役
  - 第658話「はみだした青春」（1974年6月12日） - 節子 役
  - 第726話「兄とその妹」（1975年10月8日） - 節子 役
  - 第767話「わたしは尼寺へ行きたい」（1976年7月28日） - 寿海尼 役
- 「愛しき哉」（1966年10月6日 - 11月3日）
- 「あゝ同期の桜」第4話（1967年4月27日）
- 「日本剣客伝」（1968年5月1日 - 5月22日）
- 「宮本武蔵」（1970年10月7日 - 1971年3月31日）
- 「人形佐七捕物帳」第9話（1971年6月5日） - 切り髪の老婆 役
- 「いつかある時」第8話（1973年1月5日）
- 「破れ傘刀舟悪人狩り」第44話（1975年7月29日）
- 「新幹線公安官 第1シリーズ」第7話（1977年9月20日）
- 「女捜査官」第1話（1982年3月5日）
- 「特捜最前線」
  - 第359話「哀・弾丸・愛 7人の刑事たち」（1984年4月11日）
  - 第360話「哀・弾丸・愛II 7人の刑事たち」（1984年4月18日）
  - 第407話「幻の女・霧のベルギー失踪事件!」（1985年3月20日）
  - 第408話「幻の女II・妻という名の青い鳥!」（1985年3月27日）
- 土曜ワイド劇場
  - 「片岡孝夫の好青年探偵シリーズ」第7作（1986年7月19日） - 森田いね 役[7]
  - 「尼さん探偵事件帖」第3作（1991年11月16日） - 本田の母 役
  - 「温泉若おかみの殺人推理」第9作（2000年12月30日）
  - 「温泉医ぽっかや診療所事件カルテ」第2作（2002年5月18日） - 北川さき 役
  - 「仮釈放の女」（2005年10月22日） - 老婆 役
- 「女たちの太平洋戦争Ⅱ 失われたとき～Time Lost～」（1993年8月10日）
- 「ああ探偵事務所」第4話（2004年7月30日） - おばさん 役
- 「陽はまた昇る」第7話（2011年9月1日） - おばあさん 役
- 「13歳のハローワーク」第3話（2012年1月27日）

#### テレビ東京
- 「プレイガール」第24話（1969年9月15日）
- 「日本怪談劇場」第2話 - 第3話「怪談・牡丹灯籠」前編・後編（1970年7月11日・7月18日） - お米 役
- 「おさな妻」第6話（1970年11月6日）
- テレビ東京月曜9時枠の連続ドラマ
  - ドラマ・女の四季「温泉仲居物語」
    - 第9作（1988年1月4日）
    - 第10作（1988年1月11日）

  - 日本名作ドラマ「門 -それから」前編（1993年5月31日） - 産婆 役
- 「リツ子、その愛その死」（1992年4月6日）
- 「放浪記 〜男なんて何さ!人生は七転び八起き〜」（1997年1月1日）
- 「うしろの百太郎」第8話（1997年11月24日）
- 「貯まる女」第1話（2000年1月12日）
- 女と愛とミステリー → 水曜ミステリー9
  - 「悪の仮面」（2001年9月9日） - 田島 役
  - 「北アルプス山岳救助隊・紫門一鬼」第6作（2004年11月24日） - 刈谷ノブ 役
  - 「港町人情ナース」第3作（2008年7月9日） - 石橋妙子 役
  - 「沖縄リゾート コンシェルジュ具志堅陽子の名推理」第1作（2012年7月25日） - おばあちゃん 役
- 「波のロード ～キレそうな俺の10日間」（2007年3月21日） - 西尾 役
- 「孤独のグルメ」Season1 第1話（2012年1月5日） - みかんおばあちゃん 役
- 「リバースエッジ 大川端探偵社」第9話（2014年6月14日） - 老婆 役

#### その他のテレビ局
- 「根雪とける頃」（1997年3月23日、サンテレビ）
- 「楽園に逃れて」（2003年9月27日、CBCテレビ）
- 「結党!老人党」（2009年8月9日、WOWOW） - 大田原チヨ 役

### 特撮
- 「ミラーマン」第7話（1972年1月23日、フジテレビ） - 岡山菊江 役

### ラジオドラマ
- 青春アドベンチャー「蒲生邸事件」（1999年2月15日 - 2月26日、NHK-FM） - 堀井ふき 役

### 舞台
- 「忍ぶ川」
- 「雨」
- 「修羅に旅して」
- 「縁は異なもの」